# Globotextulariinae
Globotextulariinae es una subfamilia de foraminíferos bentónicos de la familia Globotextulariidae, de la superfamilia Ataxophragmioidea, del suborden Ataxophragmiina y del orden Loftusiida. Su rango cronoestratigráfico abarca desde el Eoceno hasta la Actualidad.

## Discusión
Clasificaciones previas incluían Globotextulariinae en el suborden Textulariina del orden Textulariida o en el orden Lituolida.

## Clasificación
Globotextulariinae incluye a los siguientes géneros:
- Cribroturretoides †
- Globotextularia
- Gravellina †
- Rhumblerella
- Tetrataxiella
- Verneuilinulla

Otros géneros considerados en Globotextulariinae son:
- Bronnimannina, aceptado como Gravellina
- Toddella, aceptado como Rhumblerella
- Toddina, considerado nombre superfluo de Toddella